# Jagadhri
Jagadhri è una città dell'India di 101.300 abitanti, situata nel distretto di Yamuna Nagar, nello stato federato dell'Haryana. In base al numero di abitanti la città rientra nella classe I (da 100.000 persone in su).

## Geografia fisica
La città è situata a 28° 40' 60 N e 76° 55' 0 E e ha un'altitudine di 205 m s.l.m..

## Società

### Evoluzione demografica
Al censimento del 2001 la popolazione di Jagadhri assommava a 101.300 persone, delle quali 55.910 maschi e 45.390 femmine. I bambini di età inferiore o uguale ai sei anni assommavano a 12.257, dei quali 6.801 maschi e 5.456 femmine. Infine, coloro che erano in grado di saper almeno leggere e scrivere erano 71.850, dei quali 41.088 maschi e 30.762 femmine.